# 雷焦卡拉布里亚
雷焦卡拉布里亚位于意大利南部墨西拿海峡沿岸，是卡拉布里亚大区最大城市和历史最悠久的城市，也是雷焦卡拉布里亚省的首府，人口190,127（2005年）。

## 歷史
雷焦卡拉布里亞歷史可追溯到公元前2000年，為希臘殖民地，當時是一個欣欣向榮的城市。後來是拜占庭帝國一部分，受到阿拉伯人、諾曼人等入侵。
1562年和1783年，兩次地震嚴重的摧毀了雷焦卡拉布里亞。不久后相继成為那不勒斯王國和兩西西里王國的領土。至十九世紀中期，與意大利王國統一。
在二十世紀，由於屢受地震破壞，發展長期落後。然而在最近數十年來，由於當地政府一系列努力，經濟開始現生氣，並成為旅遊業勝地。

## 名人
- 詹尼·范思哲：服装设计师